# Delivering Milo
Pour plus de détails, voir Fiche technique et Distribution.
Delivering Milo, est un film américain réalisé par Nick Castle, en 2001.

## Fiche technique
- Titre original : Delivering Milo
- Titre français : Le cadeau de la vie[1]
- Pays de production :  États-Unis
- Année : 2001
- Réalisation : Nick Castle
- Scénario : David Hubbard
- Histoire : Heidi Levitt
- Producteur : Adrian Bertino-Clarke,Heidi Levitt, Deepak Nayar et Heriberto Schoeffer
- Producteur exécutif : Joseph Newton Cohen[2], Stuart M. Besser (en)[3]
- Société de production : IMMI Pictures
- Musique : Craig Safan
- Photographie : Willy Kurant
- Montage : Patrick Kennedy et Peck Prior
- Costumes : Patricia Norris
- Langue : anglais
- Format : Couleur – 1,85:1 – 35 mm – Dolby Digital
- Genre : comédie, fantasy
- Durée : 94  minutes
- Dates de sortie : États-Unis : 28 octobre 2001 (Chicago International Children's Film Festival)

## Distribution
- Anton Yelchin : Milo
- Albert Finney : Elmore Dahl
- Bridget Fonda : Elizabeth
- Campbell Scott : Kevin
- Hank Harris : Mr Percival
- Kenn Michael : Mr Ralph[4]
- Douglas Spain : Mr Gordon
- Alison Lohman : Mme Madeline
- Lesley Ann Warren : Anna

## Distinction

### Récompenses
- Festival international du film fantastique de Bruxelles : 2001
  - Corbeau d'argent : Nick Castle

- Festival du film de Giffoni : 2001
  - Gryphon de Bronze, To all films in the Free to Fly section : Nick Castle
  - Médaille d'Or, of the Regional Council : Nick Castle

- Heartland Film Festival : 2001
  - Crystal Heart Award : Heriberto Schoeffer